# Ла Зуш, Уильям, 3-й барон Зуш из Харингуорта
Уильям ла Зуш (англ. William la Zouche; приблизительно 1342 — 13 мая 1396) — английский аристократ, 3-й барон Зуш из Харингуорта с 1382 года. Сын Уильяма ла Зуша, 2-го барона Зуша из Харингуорта, и Элизабет де Рос. После смерти отца унаследовал баронский титул и обширные владения в Центральной Англии. Был женат на Агнес Грин, дочери сэра Генри Грина, и на Элизабет ле Диспенсер, дочери Эдварда ле Диспенсера, 5-го барона Диспенсера, и Элизабет Бергерш, 3-й баронессы Бергерш в своём праве. В первом браке родились четверо сыновей:
- Джон[3][4];
- Эдмунд[3][5];
- Томас[3][6];
- Уильям (1373—1415), 4-й барон Зуш из Харингуорта[7][8].

Во втором браке родились сын Хью и дочь Элеанора, жена Джона Ловела, 6-го барона Ловела.